# Parakrithella
Parakrithella is een geslacht van kreeftachtigen uit de klasse van de Ostracoda (mosselkreeftjes).

## Soorten
- Parakrithella australis McKenzie, 1967
- Parakrithella cholelithia Hu & Tao, 2008
- Parakrithella eopacifica Holden, 1976 †
- Parakrithella exporracta Guan, 1978 †
- Parakrithella flavescens (Brady, 1890)
- Parakrithella fujimolii Hu & Tao, 2008
- Parakrithella hanaii Hartmann, 1962
- Parakrithella indica (Kingma, 1948) Zhao (Yi-Chun) & Whatley, 1989 †
- Parakrithella javana (Kingma, 1948) Zhao (Yi-Chun) & Whatley, 1989 †
- Parakrithella laoma Hu & Tao, 2008
- Parakrithella lethiersi Milhau, 1993 †
- Parakrithella manifesta Li, 1963 †
- Parakrithella minuta Joy & Clark, 1977
- Parakrithella oblonga Swain, 1967
- Parakrithella oblongata Hu, 1978 †
- Parakrithella peregrinata Whatley, Jones & Wouters, 2000
- Parakrithella peterseni Teeter, 1980 †
- Parakrithella posterotunda Whatley & Zhao (Yi-Chun), 1988
- Parakrithella posticliva Hao (Yi-Chun) in Ruan & Hao (Yi-Chun), 1988
- Parakrithella pseudadonta Hanai, 1959
- Parakrithella punctata Gou & Huang in Gou, Zheng & Huang, 1983 †
- Parakrithella robusta Holden, 1976 †
- Parakrithella shuili Hu & Tao, 2008
- Parakrithella simpsoni Dingle, 1993
- Parakrithella yongjianga Hu & Tao, 2008
- Parakrithella zhirmunskyi (Schornikov, 1975) Hanai et al., 1977